# Jordan Larmour
Pas d'image ? Cliquez ici

a Compétitions nationales et continentales officielles uniquement.

b Matchs officiels uniquement.
Dernière mise à jour le 5 juillet 2023.
Jordan Larmour, né le 10 juin 1997 à Dublin (Irlande), est un joueur international irlandais de rugby à XV jouant aux postes d'arrière ou d'ailier avec la province du Leinster Rugby, évoluant en United Rugby Championship.

## Biographie

### Jeunesse et formation
Jordan Larmour naît le 10 juin 1997 à Dublin, en Irlande. Durant sa jeunesse il pratique de nombreux sports tels que l'équitation, la natation, le tennis, le golf, le cricket, le hockey et le rugby et excelle dans chacun d'entre eux. Il fréquente le St Andrew's College (en) de sa ville natale, où il joue au rugby et au hockey. Alors qu'il avait toutes les qualités nécessaires pour devenir un grand joueur de hockey, selon ses entraîneurs, Larmour choisit de se concentrer sur le rugby.

### Carrière professionnelle
Dès sa première saison chez les professionnels en 2017-2018, Jordan Larmour s'impose dans son équipe, jouant vingt-et-un matchs dont quatorze en tant que titulaire. Cette bonne première partie de saison lui permet d'être sélectionné pour la première fois de sa carrière en équipe d'Irlande à l'occasion du Tournoi des Six Nations 2018, où il est seul joueur non capé à être appelé. Il connaît sa première cape le 10 février 2018, lors du match face à l'Italie quand il remplace Robbie Henshaw en seconde période (victoire 56-19). Il joue au total trois matchs dans cette compétition et l'Irlande remporte tous ces matchs, réalisant ainsi le Grand Chelem.
De retour avec le Leinster, il se qualifie dans un premier temps en finale de la Coupe d'Europe après avoir éliminé les Saracens et les Scarlets. Durant la finale, face au Racing 92, il est titulaire à l'aile et bat les Français 15 à 12,. Il remporte ainsi la Coupe d'Europe pour la première fois de sa carrière. De même en championnat, son équipe atteint la finale du Pro14 où son elle affronte les Gallois des Scarlets. Larmour est encore une fois titularisé, marque un essai et le Leinster s'impose 40 à 32. À l'issue de cette saison, il se voit offrir son premier contrat professionnel par le Leinster pour la saison 2018-2019.
En fin de saison, il participe à la tournée d'été de son pays en Australie. Il joue les trois matchs de la tournée et participe donc à la première victoire irlandaise en Australie depuis 1979.
En 2020, il est nommé pour le prix du joueur EPCR de l'année 2020, après avoir joué un rôle majeur dans la qualification de sa province pour son quatrième quart de finale consécutif en Coupe d'Europe.
Début janvier 2023, il est convoqué en équipe nationale par Andy Farrell pour disputer le Tournoi des Six Nations. Il ne joue cependant aucun match dans cette compétition qui voit son pays l'emporter en réalisant le Grand Chelem. Fin mai 2023, il n'est en revanche pas présélectionné dans parmi les 42 joueurs préparant la Coupe du monde 2023 avec l'Irlande,. Il ne fait ainsi pas non plus partie de la sélection finale irlandaise pour le Mondial.
En janvier 2024, il est sélectionné pour le Tournoi des Six Nations.
Durant la saison 2024-2025, son équipe remporte la finale du United Rugby Championship en battant les Sud-Africains des Bulls sur le score de 32 à 7. Il s'agit du premier titre gagné par le Leinster depuis 2021, après de nombreuses finales perdues.

## Statistiques
Au 5 juillet 2024, Jordan Larmour compte 32 capes, dont 14 en tant que titulaire et inscrit sept essais avec l'équipe d'Irlande. Il fait ses débuts avec le XV du Trèfle le 10 février 2018 à Dublin face à l'Italie.

## Palmarès

### En province
- Leinster
  - Vainqueur du Pro12/Pro14 en 2018, 2019, 2020, 2021 et 2025.
  - Vainqueur de la Coupe d'Europe en 2018.
  - Finaliste de la Coupe d'Europe/Champions Cup en 2019 et 2024.

### En équipe nationale
- Irlande
  - Vainqueur du Tournoi des Six Nations en 2018 (Grand Chelem) et 2024 avec l'équipe d'Irlande.

### Distinctions personnelles
- Membre de l'équipe type du United Rugby Championship en 2024.